# Eva Flores
Eva Flores (Cuba, 4 de enero de 1918 - 29 de diciembre de 1999) fue una actriz, cancionista y vedette cubana que realizó gran parte de su carrera artística en Argentina.

## Carrera
Eva fue una flamante actriz que brilló notablemente en la época de oro del teatro y del cine argentino.
Nacida en Cuba, se inició en su país en teatro. Entre sus notables giras, participó en numerosos proyectos argentinos en la década del '50. Fue "Miss Televisión" en 1956.
En el mundo de la música fue una gran interesada, además de su innata música rumba, el jazz. Bailó junto al gran bailarín Carlos Argentino.
Aunque era poco conocida en su país natal (al igual que Blanquita Amaro y Amelita Vargas) fue apodada por muchos como "La muñeca de oro de Cuba". Se convirtió en una digna representante del furor de los ritmos caribeños, muy de moda entre fines de los años cuarenta y comienzos de los cincuenta.
Se destacó notablemente su rol protagónico femenino junto a los Cinco Grandes del Buen Humor en el film de 1954, Desalmados en pena, dirigido por Leo Fleider.
En el teatro argentino integra la Compañía Argentina de Grandes Revistas encabezada por Dringue Farías,  Adolfo Stray, Sofía Bozán, Carlos Castro, Alba Solís y María Esther Gamas, presentando las obras Mundo, demonios y mujeres y Este gajo es de mi flor en 1953
En televisión trabajó en el programa de 1952, Rumba rica, escrito por Miguel de Calasanz y dirigido por Gerardo Noizeaux, junto con Eduardo Farrell, Miguel Mileo, Héctor Calcaño y Miguel Ligero. Otros trabajos que realizó en la pantalla chica fueron
- De Cuba llegó el amor, con libros de Eric Della Valle y Miguel Petrucelli.
- Eva... Raúl y alguien más, junto a Raúl Marrero.
- Tropicana club, junto a Osvaldo Miranda, Beba Bidart, Jovita Luna, Blackie, El Chúcaro y Dolores. Con coreografía de Ángel Eleta.
- El Show de Eva Flores.

Al regresar a su país hizo en teatro la comedia El general huyó al amanecer, con música de Rodrigo Prats, la escenografía realizada por el humorista Carlos Robreño y la actuación de Armando Roblán y de Rafael Correa Rodríguez.
Triunfó además de Argentina en otros lugares como España.